# Ligota Piękna (przystanek kolejowy)
Ligota Piękna – dawny wąskotorowy przystanek osobowy w Ligocie Pięknej, w gminie Wisznia Mała, w powiecie trzebnickim, w województwie dolnośląskim, w Polsce. Został otwarty w 1898, a zamknięty w 1967 roku.